# Cirkumstelarni disk
Cirkumstelarni disk je torus, spoljoštena ili prstenasta akumulacija materije koja se sastoji od gasa, prašine, planetezimala, asteroida ili kolizionih fragmenata u orbiti oko neke zvezde. Oko najmlađih zvezda oni su rezervoari materijala iz kojeg mogu nastati planete. Oko zrelih zvezda, oni ukazuju na to da je došlo do planetezimalne formacije, a oko belih patuljaka, oni ukazuju na to da je planetarni materijal preživeo celu zvezdanu evoluciju. Takav disk se može manifestovati na različite načine.

## Mlada zvezda
Prema široko prihvaćenom modelu formiranja zvezda, koji se ponekad naziva i nebularna hipoteza, mlada zvezda (protozvezda) nastaje gravitacionim kolapsom dela materije unutar džinovskog molekularnog oblaka. Kontrahujući materijal poseduje određenu količinu ugaonog momenta, što rezultira formiranjem gasovitog protoplanetarnog diska oko mlade, rotirajuće zvezde. To je rotirajući kružni zvezdani disk od gustog gasa i prašine koji i nastavlja da hrani centralnu zvezdu. On može da sadrži nekoliko procenata mase centralne zvezde, uglavnom u obliku gasa, koji je uglavnom vodonik. Glavna faza srastanja traje nekoliko miliona godina, sa stopama rasta između 10−7 i 10−9 sunčevih masa godišnje (stope za tipične sisteme predstavljene u publikaciji Hartmana et al.).
Disk se postepeno hladi u onom što je poznato kao stupanj T Tavri zvezde. Unutar ovog diska može doći do stvaranja sitnih zrna prašine napravljenih od stena i leda, koji mogu da se koagulišu u planetezimalima. Ako je disk nedovoljno masivan, dolazi do odbegavanja dela akumulacija, što rezultira pojavom planetarnih embriona. Smatra se da je formiranje planetarnih sistema prirodni rezultat formiranja zvezda. Zvezdi poput Sunca obično je potrebno oko 100 miliona godina da se formira.

## Binarni sistem
Nakupljanje gasa na binarnom sistemu omogućava formiranje cirkumstelarnih i cirkumbinarnih diskova. Formiranje takvog diska se javlja za bilo koji binarni sistem u kome kolapsirajući gas sadrži određeni stepen ugaonog momenta. Uočena je generalna progresija formiranja diska sa povećanjem nivoa ugaonog momenta:
- Cirkumprimarni disk je onaj koji orbitira oko primarne (tj. masivnije) zvezde binarnog sistema.[4] Ovaj tip diska će se formirati akrecijom, ako je u kolapsirajućem gasu prisutan izvestan ugaoni moment.[4]
- Cirkumsekundarni disk je onaj koji kruži oko sekundarne (tj. manje masivne) zvezde binarnog sistema zvezda. Ovaj tip diska se formira samo kada je u kolapsirajućem gasu prisutan dovoljno visok nivo ugaonog momenta. Količina potrebnog ugaonog momenta zavisi od odnosa sekundarne i primarne mase.
- Cirkumbinarni disk je onaj koji se kreće oko primarne i sekundarne zvezde. Takav disk se formira u kasnijim stupnjevima od cirkumprimarnih i cirkumsekundarnih diskova, sa unutrašnjim radijusom mnogo većim od orbitalnog radijusa binarnog sistema. Cirkumbinarni disk se može formirati sa gornjom granicom mase od oko 0,005 solarnih masa,[5] u kojoj tački binarni sistem generalno nije u stanju da izazove dovoljnu jaku perturbaciju diska da bi se gas dalje ugrađivao u cirkumprimarne i cirkumsekundarne diskove.[4] Primer cirkumbinarnog diska može se videti oko zvezdastog sistema GG Tavri.[6]

Jednom kada se formira cirkumstelarni disk, stvaraju se spiralni talasi gustine unutar circumstelarnog materijala usled diferencijalnog obrtnog momenta zbog binarne gravitacije. Većina ovih diskova se formira osnosimetrično u odnosu na binarnu ravan, ali postoji mogućnost da procesi poput Bardin-Petersonovog efekta, neusklađenog dipolnog magnetnog polja i radiacionog pritiska proizvodu značajnu deformaciju ili nagibanje u odnosu na prvobitni ravni disk.
Snažna evidencija o postojanju nagnutih diskova uočena je u sistemima Her Ks-1, SMC Ks-1 i SS 433 (između ostalih), gde se periodična blokada emisija rendgenskih zraka u vidnom polju redovno javlja svakih 50 - 200 dana; mnogo sporije od binarne orbite sistema ~ 1 dan. Smatra se da periodična blokada proizlazi iz precesije cirkumprimarnog ili cirkumbinarnog diska, što se obično događa retrogradno na binarnu orbitu kao rezultat istog diferencijalnog obrtnog momenta koji stvara talase spirale gustine u osnosimetričnom disku.
Evidencija nagnutih cirkumbinarnih diskova može se videti kroz zakrivljenu geometriju unutar cirkularnih diskova, precesiju protozvezdanih mlazeva, i nagnute orbite cirkumplanetarnih objekata (kao što se vidi u pomračujućem binaru TI CrA). Za diskove koji kruže oko binara sa niskim odnosom sekundarne i primarne mase, nagnut cirkumbinarni disk će podleći krutoj precesiji sa periodom reda veličine godina. Za diskove oko binara koji imaju maseni odnos od jedan, diferencijalni obrtni momenti će biti dovoljno jaki da razdvoji unutrašnjost diska na dva ili više zasebnih, precesionih diskova.
Jedna studija iz 2020. godine bazirana na ALMA podacima pokazala je da su cirkumbinarni diskovi oko kratoperiodnih binara često poravnati sa orbitrom binarnog sistema. Binari sa periodom dužim od jednog meseca tipično pokazuju neusklađenost diska sa binarnom orbitrom.

## Literatura
- Leao; Patrick De Laverny; Mekarnia; De Medeiros; Benoit Vandame (2007). „The circumstellar envelope of IRC+10216 from milli-arcsecond to arcmin scales”. Astronomy & Astrophysics. 455 (1): 187—194. Bibcode:2006A&A...455..187L. arXiv:astro-ph/0703390 . doi:10.1051/0004-6361:20054577.
- Leslie Looney; Lee Mundy; Jack Welch (2003). „Envelope Emission in Young Stellar Systems, A Sub-Arcsecond Survey of Circumstellar Structure”. The Astrophysical Journal. 592 (1): 255—265. Bibcode:2003ApJ...592..255L. arXiv:astro-ph/0303640 . doi:10.1086/375582.
- {{cite web |author=Staff |title=Young Star RZ Piscium is 'Eating' Its Own Planets, Astronomers Say |url=http://www.sci-news.com/astronomy/young-star-rz-piscium-eating-planets-05561.html |date=22 December 2017 |work=Sci-News.com |accessdate=23 December 2017 }
- Fryling, Kevin (21. 12. 2017). „IU astronomer's analysis helps discover that a star in the constellation Pisces is a 'planet-eater'”. Indiana University. Приступљено 23. 12. 2017.
- Duvvuri, Girish M.; Redfield, Seth; Veras, Dimitri (18. 3. 2020). „Necroplanetology: Simulating the Tidal Disruption of Differentiated Planetary Material Orbiting WD 1145+017”. arXiv:2003.08410  [astro-ph.EP].
- Punzi, K. M.; Kastner, J. H.; Melis, C.; Zuckerman, B.; Pilachowski, C.; Gingerich, L.; Knapp, T. (21. 12. 2017). „Is the Young Star RZ Piscium Consuming Its Own (Planetary) Offspring?”. The Astronomical Journal. 155 (1): 33. Bibcode:2018AJ....155...33P. arXiv:1712.08962 . doi:10.3847/1538-3881/aa9524.
- Farihi, J.; Jura, M.; Zuckerman, B. (10. 3. 2009). „Infrared Signatures of Disrupted Minor Planets at White Dwarfs”. The Astrophysical Journal. 694 (2): 805—819. Bibcode:2009ApJ...694..805F. arXiv:0901.0973 . doi:10.1088/0004-637X/694/2/805.
- Landau, Elizabeth (4. 10. 2017). „Mysterious Dimming of Tabby's Star May Be Caused by Dust”. NASA. Приступљено 23. 12. 2017.
- Meng, Huan Y.A.;  . (3. 10. 2017). „Extinction and the Dimming of KIC 8462852”. The Astrophysical Journal. 847 (2): 131. Bibcode:2017ApJ...847..131M. arXiv:1708.07556 . doi:10.3847/1538-4357/aa899c.
- Tabor, Abby (5. 10. 2017). „The scientific quest to explain Kepler's most enigmatic find”. Phys.org. Приступљено 23. 12. 2017.
- Ćuk, Matija (2017). „1I/ʻOumuamua as a Tidal Disruption Fragment From a Binary Star System”. The Astrophysical Journal. 852 (1): L15. Bibcode:2018ApJ...852L..15C. arXiv:1712.01823 . doi:10.3847/2041-8213/aaa3db.
- Soter, Steven (2006). „What is a Planet?”. The Astronomical Journal. 132 (6): 2513—2519. Bibcode:2006AJ....132.2513S. arXiv:astro-ph/0608359 . doi:10.1086/508861.
- Nayakshin, Sergei (20. 9. 2011). „Hot Super Earths: disrupted young jupiters?”. Monthly Notices of the Royal Astronomical Society. 416 (4): 2974—2980. Bibcode:2011MNRAS.416.2974N. arXiv:1103.1846 . doi:10.1111/j.1365-2966.2011.19246.x. Приступљено 25. 12. 2017.
- Boyajian, T. S.; LaCourse, D. M.; Rappaport, S. A.; Fabrycky, D.; Fischer, D. A.; Gandolfi, D.; Kennedy, G. M.; Korhonen, H.; Liu, M. C. (27. 1. 2016). „Planet Hunters IX. KIC 8462852 – where's the flux?”. Monthly Notices of the Royal Astronomical Society (на језику: енглески). 457 (4): 3988—4004. Bibcode:2016MNRAS.457.3988B. ISSN 0035-8711. arXiv:1509.03622 . doi:10.1093/mnras/stw218.
- „Mysterious Dimming of Tabby's Star May Be Caused by Dust”. NASA/JPL. Приступљено 13. 11. 2018.
- Boyajian, Tabetha S.; Alonso, Roi; Ammerman, Alex; Armstrong, David; Ramos, A. Asensio; Barkaoui, K.; Beatty, Thomas G.; Benkhaldoun, Z.; Benni, Paul (19. 1. 2018). „The First Post-Kepler Brightness Dips of KIC 8462852”. The Astrophysical Journal. 853 (1): L8. Bibcode:2018ApJ...853L...8B. ISSN 2041-8213. arXiv:1801.00732 . doi:10.3847/2041-8213/aaa405.
- Marinez, Miquel; Stone, Nicholas C.; Metzger, Brian D. (5. 9. 2019). „Orphaned Exomoons: Tidal Detachment and Evaporation Following an Exoplanet-Star Collision”. Monthly Notices of the Royal Astronomical Society. 489 (4): 5119—5135. Bibcode:2019MNRAS.489.5119M. arXiv:1906.08788 . doi:10.1093/mnras/stz2464.

## Spoljašnje veze
- McCabe, Caer (30. 5. 2007). „Catalog of Resolved Circumstellar Disks”. NASA JPL. Приступљено 17. 7. 2007.
- Starr, Michelle (28. 3. 2020). „Necroplanetology: The Strangest Field of Astronomy You've Never Heard Of”. ScienceAlert.com. Приступљено 30. 3. 2020.
- Columbia University (16. 9. 2019). „New observations help explain the dimming of Tabby's Star”. Phys.org. Приступљено 16. 9. 2019.